# Hatting Pastorat
Hatting Pastorat var et dansk pastorat underhørende Horsens Provsti i Aarhus Stift. Provstiet bestod kun af ét sogn, nemlig Hatting Sogn og tillige af én kirke, Hatting Kirke.
Pastoratet indgik 2021 i Hatting-Torsted Pastorat.
Sognepræster pr. 2020 er Anna Sofie Orheim Andersen og Kim Clemmensen.